# チャカ (ブルガリア皇帝)
チャカ（Чака、Čaka、Jaka、Juka、? - 1300年）は、第二次ブルガリア帝国の皇帝（ツァール、在位：1299年 - 1300年）。ジョチ・ウルスの王族ノガイの子。1285年ごろ、ブルガリア皇帝ゲオルギ1世の娘エレナと結婚した。

## 生涯
1290年代末にノガイとトクタ・ハンが対立すると、弟のテケ、トライとともにヴォルガ川向こうのトクタの領地に侵入し、トクタに対する敵対の意思を顕わにした。テレク川の戦いでノガイが戦死すると、彼が父の軍隊と一族を率いるが、降伏を勧めるテケを殺害したために部下の離反を招く。オセチアに駐屯していた自分の軍隊が壊滅するとハンガリー方面に逃走、義兄弟のテオドル・スヴェトスラフが統治するブルガリアに亡命した。
タルノヴォで皇帝に擁立され、ブルガリアの貴族達に賄賂を渡して懐柔を図るが帝位は長くは続かず、トクタの命令を受けたテオドルによって監禁、処刑される。彼の首は塩漬けにされてトクタの元に送られ、ブルガリアはその首と引き換えにドナウ・デルタとベッサラビアを与えられた。
子のカラ・ケシクはチャカが西方に逃亡した後もジョチ・ウルスに留まるが、反乱に失敗してトクタに追放された。1301年ごろにブルガリアに流れ着き、シシュマン家の庇護下で略奪によって生計を立てた。

## ボアル家系図
- ジョチ(Jöči ＞朮赤/zhúchì,جوچى خان/jūchī khān)
  - ボアル(Bo’al ＞بوال/būāl)
    - タタル(Tatar ＞تاتار/tātār)
      - ノガイ(Noγai ＞نوقای/nūqāy)
        - チュケ(Čekke ＞جکه/jaka)
          - カラ・ケセク(Qara keseg ＞قارا کیساک/qārā kīsāk)

        - テケ(Tekke ＞تکه/taka)
        - トライ(Torai ＞تورای/tūrāy)